# Gymnotus arapaima
Gymnotus arapaima és una espècie de peix pertanyent a la família dels gimnòtids.

## Descripció
- Fa 55 cm de llargària màxima i 450 g de pes.[5]

## Depredadors
És depredat per Pygocentrus nattereri, Hoplias malabaricus i Electrophorus electricus.

## Hàbitat
És un peix d'aigua dolça, demersal i de clima subtropical.

## Distribució geogràfica
Es troba a Sud-amèrica: l'Amazònia central (el Brasil).

## Observacions
És inofensiu per als humans.